# Општина Бреаза (Муреш)
Бреаза (рум. Breaza) општина је у Румунији у округу Муреш.
Oпштина се налази на надморској висини од 430 m.